# Campionato mondiale di Formula 1 1970

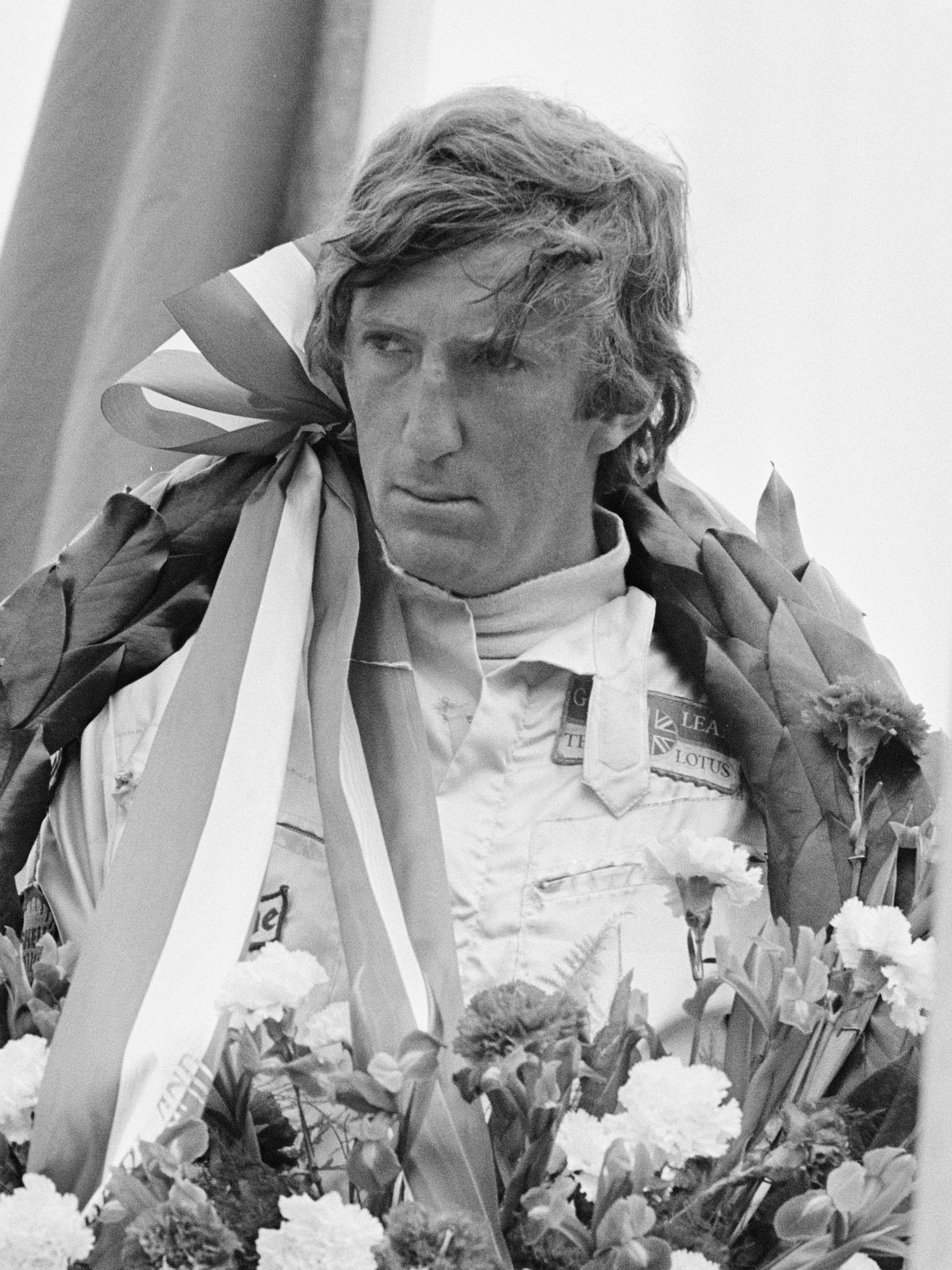
Jochen Rindt ha vinto il titolo piloti post mortem, avendo perso la vita durante le qualifiche del Gran Premio d'Italia; ciò nonostante, a fine stagione nessuno dei suoi avversari riuscì a superarlo in classifica.

Il campionato mondiale di Formula 1 1970 organizzato dalla FIA è stato, nella storia della categoria, il 21° ad assegnare il campionato piloti e il 13° ad assegnare il campionato costruttori. È iniziata il 7 marzo e terminata il 25 ottobre, dopo 13 gare, due in più rispetto alla stagione precedente. Il titolo piloti fu conquistato da Jochen Rindt, il quale perse la vita durante le qualifiche del Gran Premio d'Italia: l'austriaco fu riconosciuto campione del mondo post mortem due Gran Premi più tardi, diventando il primo e tuttora unico iridato postumo. Il titolo costruttori andò per la quarta volta alla Lotus.
La stagione è ricordata per essere una delle più tragiche della storia della Formula 1. Oltre al summenzionato Rindt, infatti, persero la vita anche Piers Courage e Bruce McLaren, il primo durante il Gran Premio d'Olanda e il secondo durante dei test per il Campionato CanAm; inoltre Jacky Ickx e Jackie Oliver ebbero un brutto incidente in Spagna, da cui ne uscirono senza riportare gravi conseguenze.

## Calendario
Rispetto alla stagione precedente il numero di gare fu incrementato di due unità. Vennero inseriti il Gran Premio del Belgio, tornato nel calendario dopo un solo anno di assenza, e il Gran Premio d'Austria che, già tenutosi nel 1963 e 1964 all'Aerodromo di Zeltweg e fino alla stagione precedente presente come gara non valevole per il mondiale, inaugurò il nuovo Österreichring. Quattro Gran Premi cambiarono sede:
- Il Gran Premio di Spagna tornò al Circuito permanente del Jarama dopo un anno in cui fu sostituito dal Circuito del Montjuïc;
- Il Gran Premio di Gran Bretagna lasciò il Circuito di Silverstone per rispettare un accordo di alternanza col Circuito di Brands Hatch;
- Il Gran Premio di Germania venne programmato per la prima volta nella storia all'Hockenheimring in luogo del Nürburgring Nordschleife delle stagioni precedenti;
- Il Gran Premio del Canada inaugurò il Circuito di Mont-Tremblant sostituendo il Mosport Park.

| Gara | Nome ufficiale del Gran Premio  | Circuito                      | Sede                      | Data         | Ora Locale | Diretta TV          |
| ---- | ------------------------------- | ----------------------------- | ------------------------- | ------------ | ---------- | ------------------- |
| 1    | South African Grand Prix        | Circuito di Kyalami           | Midrand                   | 7 marzo      | 13:00      | Non trasmesso       |
| 2    | Gran Premio de España           | Circuito del Jarama           | Jarama                    | 19 aprile    | 16:00      | Programma Nazionale |
| 3    | Grand Prix Automobile de Monaco | Circuito di Monte Carlo       | Monaco                    | 10 maggio    | 15:00      | Programma Nazionale |
| 4    | Grand Prix de Belgique          | Circuito di Spa-Francorchamps | Francorchamps             | 7 giugno     | 13:00      | Non trasmesso       |
| 5    | Grote Prijs van Nederland       | Circuito di Zandvoort         | Zandvoort                 | 21 giugno    | 14:00      | Programma Nazionale |
| 6    | Grand Prix de France            | Circuito di Clermont-Ferrand  | Clermont-Ferrand          | 5 luglio     |            | Programma Nazionale |
| 7    | British Grand Prix              | Circuito di Brands Hatch      | West Kingsdown            | 18 luglio    |            | Non trasmesso       |
| 8    | Großer Preis von Deutschland    | Hockenheimring                | Hockenheim                | 2 agosto     | 13:00      | Non trasmesso       |
| 9    | Großer Preis von Österreich     | Österreichring                | Spielberg bei Knittelfeld | 16 agosto    | 15:00      | Non trasmesso       |
| 10   | Gran Premio d'Italia            | Autodromo nazionale di Monza  | Monza                     | 6 settembre  | 15:00      | Programma Nazionale |
| 11   | Player's Grand Prix du Canada   | Circuito di Mont-Tremblant    | Mont-Tremblant            | 20 settembre |            | Non trasmesso       |
| 12   | United States Grand Prix        | Watkins Glen International    | Watkins Glen              | 4 ottobre    |            | Non trasmesso       |
| 13   | Gran Premio de Mexico           | Autodromo Hermanos Rodríguez  | Città del Messico         | 25 ottobre   |            | Non trasmesso       |

## Piloti e costruttori
I seguenti team e piloti parteciparono al campionato mondiale di Formula 1 nella stagione 1970.
| Team                                                       | Costruttore     | Telaio        | Motore                                         | Gomme | Piloti               | GP               |
| ---------------------------------------------------------- | --------------- | ------------- | ---------------------------------------------- | ----- | -------------------- | ---------------- |
| Tyrrell Racing Organisation                                | March Tyrrell   | 701 001       | Ford Cosworth DFV 3.0 V8                       | D     | Jackie Stewart       | Tutti            |
| Tyrrell Racing Organisation                                | March Tyrrell   | 701 001       | Ford Cosworth DFV 3.0 V8                       | D     | Johnny Servoz-Gavin  | 1-3              |
| Tyrrell Racing Organisation                                | March Tyrrell   | 701 001       | Ford Cosworth DFV 3.0 V8                       | D     | François Cevert      | 5-13             |
| Equipe Matra Elf                                           | Matra           | MS120         | Matra MS12 3.0 V12                             | G     | Jean-Pierre Beltoise | Tutti            |
| Equipe Matra Elf                                           | Matra           | MS120         | Matra MS12 3.0 V12                             | G     | Henri Pescarolo      | Tutti            |
| Bruce McLaren Motor Racing                                 | McLaren         | M14A M7D M14D | Ford Cosworth DFV 3.0 V8 Alfa Romeo T33 3.0 V8 | G     | Bruce McLaren        | 1-4              |
| Bruce McLaren Motor Racing                                 | McLaren         | M14A M7D M14D | Ford Cosworth DFV 3.0 V8 Alfa Romeo T33 3.0 V8 | G     | Denny Hulme          | 1-3, 6-13        |
| Bruce McLaren Motor Racing                                 | McLaren         | M14A M7D M14D | Ford Cosworth DFV 3.0 V8 Alfa Romeo T33 3.0 V8 | G     | Andrea De Adamich    | 2-12             |
| Bruce McLaren Motor Racing                                 | McLaren         | M14A M7D M14D | Ford Cosworth DFV 3.0 V8 Alfa Romeo T33 3.0 V8 | G     | Peter Gethin         | 4-5, 7-13        |
| Bruce McLaren Motor Racing                                 | McLaren         | M14A M7D M14D | Ford Cosworth DFV 3.0 V8 Alfa Romeo T33 3.0 V8 | G     | Dan Gurney           | 5-7              |
| Bruce McLaren Motor Racing                                 | McLaren         | M14A M7D M14D | Ford Cosworth DFV 3.0 V8 Alfa Romeo T33 3.0 V8 | G     | Nanni Galli          | 10               |
| Team Surtees                                               | McLaren Surtees | M7C M7A TS7   | Ford Cosworth DFV 3.0 V8                       | F     | John Surtees         | Tutti            |
| Team Surtees                                               | McLaren Surtees | M7C M7A TS7   | Ford Cosworth DFV 3.0 V8                       | F     | Trevor Taylor        | 7                |
| Team Surtees                                               | McLaren Surtees | M7C M7A TS7   | Ford Cosworth DFV 3.0 V8                       | F     | Derek Bell           | 12               |
| STP Corporation                                            | March           | 701           | Ford Cosworth DFV 3.0 V8                       | F     | Mario Andretti       | 1-5, 7-9         |
| Gold Leaf Team Lotus Garvey Team Lotus World Wide Racing   | Lotus           | 49C 72A 72B   | Ford Cosworth DFV 3.0 V8                       | F     | Jochen Rindt         | 1-10             |
| Gold Leaf Team Lotus Garvey Team Lotus World Wide Racing   | Lotus           | 49C 72A 72B   | Ford Cosworth DFV 3.0 V8                       | F     | John Miles           | 1-10             |
| Gold Leaf Team Lotus Garvey Team Lotus World Wide Racing   | Lotus           | 49C 72A 72B   | Ford Cosworth DFV 3.0 V8                       | F     | Alex Soler-Roig      | 2-6              |
| Gold Leaf Team Lotus Garvey Team Lotus World Wide Racing   | Lotus           | 49C 72A 72B   | Ford Cosworth DFV 3.0 V8                       | F     | Emerson Fittipaldi   | 7-10, 12-13      |
| Gold Leaf Team Lotus Garvey Team Lotus World Wide Racing   | Lotus           | 49C 72A 72B   | Ford Cosworth DFV 3.0 V8                       | F     | Reine Wisell         | 12-13            |
| Rob Walker Racing Team Brooke Bond Oxo Racing - Rob Walker | Lotus           | 49C 72C       | Ford Cosworth DFV 3.0 V8                       | F     | Graham Hill          | Tutti            |
| Motor Racing Developments Ltd Auto Motor und Sport         | Brabham         | BT33          | Ford Cosworth DFV 3.0 V8                       | G     | Jack Brabham         | Tutti            |
| Motor Racing Developments Ltd Auto Motor und Sport         | Brabham         | BT33          | Ford Cosworth DFV 3.0 V8                       | G     | Rolf Stommelen       | Tutti            |
| Motor Racing Developments Ltd Auto Motor und Sport         | Brabham         | BT33          | Ford Cosworth DFV 3.0 V8                       | G     | Tim Schenken         | 7                |
| March Engineering                                          | March           | 701           | Ford Cosworth DFV 3.0 V8                       | F     | Chris Amon           | Tutti            |
| March Engineering                                          | March           | 701           | Ford Cosworth DFV 3.0 V8                       | F     | Jo Siffert           | Tutti            |
| Scuderia Ferrari SpA SEFAC                                 | Ferrari         | 312B          | Ferrari 001 3.0 F12                            | F     | Jacky Ickx           | Tutti            |
| Scuderia Ferrari SpA SEFAC                                 | Ferrari         | 312B          | Ferrari 001 3.0 F12                            | F     | Ignazio Giunti       | 3-4, 6, 9-10, 12 |
| Scuderia Ferrari SpA SEFAC                                 | Ferrari         | 312B          | Ferrari 001 3.0 F12                            | F     | Clay Regazzoni       | 5, 7-13          |
| Owen Racing Organisation Yardley Team BRM                  | BRM             | P153 P139     | BRM P142 3.0 V12                               | D     | Jackie Oliver        | Tutti            |
| Owen Racing Organisation Yardley Team BRM                  | BRM             | P153 P139     | BRM P142 3.0 V12                               | D     | Pedro Rodríguez      | Tutti            |
| Owen Racing Organisation Yardley Team BRM                  | BRM             | P153 P139     | BRM P142 3.0 V12                               | D     | George Eaton         | 1-12             |
| Owen Racing Organisation Yardley Team BRM                  | BRM             | P153 P139     | BRM P142 3.0 V12                               | D     | Peter Westbury       | 12               |
| Frank Williams Racing Cars                                 | De Tomaso       | 505           | Ford Cosworth DFV 3.0 V8                       | D     | Piers Courage        | 1-5              |
| Frank Williams Racing Cars                                 | De Tomaso       | 505           | Ford Cosworth DFV 3.0 V8                       | D     | Brian Redman         | 7-8              |
| Frank Williams Racing Cars                                 | De Tomaso       | 505           | Ford Cosworth DFV 3.0 V8                       | D     | Tim Schenken         | 9-12             |
| Team Gunston                                               | Lotus Brabham   | 49 BT26A      | Ford Cosworth DFV 3.0 V8                       | D G   | John Love            | 1                |
| Team Gunston                                               | Lotus Brabham   | 49 BT26A      | Ford Cosworth DFV 3.0 V8                       | D G   | Peter de Klerk       | 1                |
| Scuderia Scribante                                         | Lotus           | 49C           | Ford Cosworth DFV 3.0 V8                       | F     | Dave Charlton        | 1                |
| UTA Racing Organisation                                    | BRM             | P139          | BRM P142 3.0 V12                               | D     | Werner Bickel        | 2                |
| Pete Lovely Volkswagen Inc.                                | Lotus           | 49B           | Ford Cosworth DFV 3.0 V8                       | F     | Pete Lovely          | 2, 4-7, 12       |
| Tom Wheatcroft Racing                                      | Brabham         | BT26A         | Ford Cosworth DFV 3.0 V8                       | G     | Derek Bell           | 3-5              |
| Antique Automobiles Racing Team                            | March           | 701           | Ford Cosworth DFV 3.0 V8                       | G     | Ronnie Peterson      | 3-4              |
| Silvio Moser Racing Team                                   | Bellasi         | F1 70         | Ford Cosworth DFV 3.0 V8                       | G     | Silvio Moser         | 3-10             |
| Colin Crabbe Racing                                        | March           | 701           | Ford Cosworth DFV 3.0 V8                       | G     | Ronnie Peterson      | 5-8, 10-12       |
| Ecurie Bonnier                                             | McLaren         | M7C           | Ford Cosworth DFV 3.0 V8                       | G     | Joakim Bonnier       | 7, 10, 12        |
| Hubert Hahne                                               | March           | 701           | Ford Cosworth DFV 3.0 V8                       | F     | Hubert Hahne         | 8                |
| Gus Hutchison                                              | Brabham         | BT26A         | Ford Cosworth DFV 3.0 V8                       | G     | Gus Hutchison        | 12               |

## Riassunto della stagione
La stagione 1969 aveva visto brillare, nei Gran Premi finali, due giovani emergenti: il tedesco con licenza austriaca Jochen Rindt e il belga Jacky Ickx. Saranno proprio questi due piloti a giocarsi il titolo mondiale nella stagione 1970, anno che vede anche il debutto e l'immediata affermazione di altri due piloti destinati ad entrare come protagonisti nella storia della Formula 1: lo svizzero Clay Regazzoni ed il brasiliano Emerson Fittipaldi, capaci entrambi di conquistare un successo nella stagione del debutto.
Rindt è un pilota istintivo e la Lotus ben si adatta al suo stile di guida: nei nove Gran Premi della stagione, alternandosi al volante della Lotus 49C e della innovativa Lotus 72 motorizzate Ford, riesce a cogliere cinque successi, un piazzamento fuori dalla zona punti, tre ritiri, tre pole position e un giro veloce. Alla vigilia del Gran Premio d'Italia è in testa alla classifica mondiale con 45 punti.

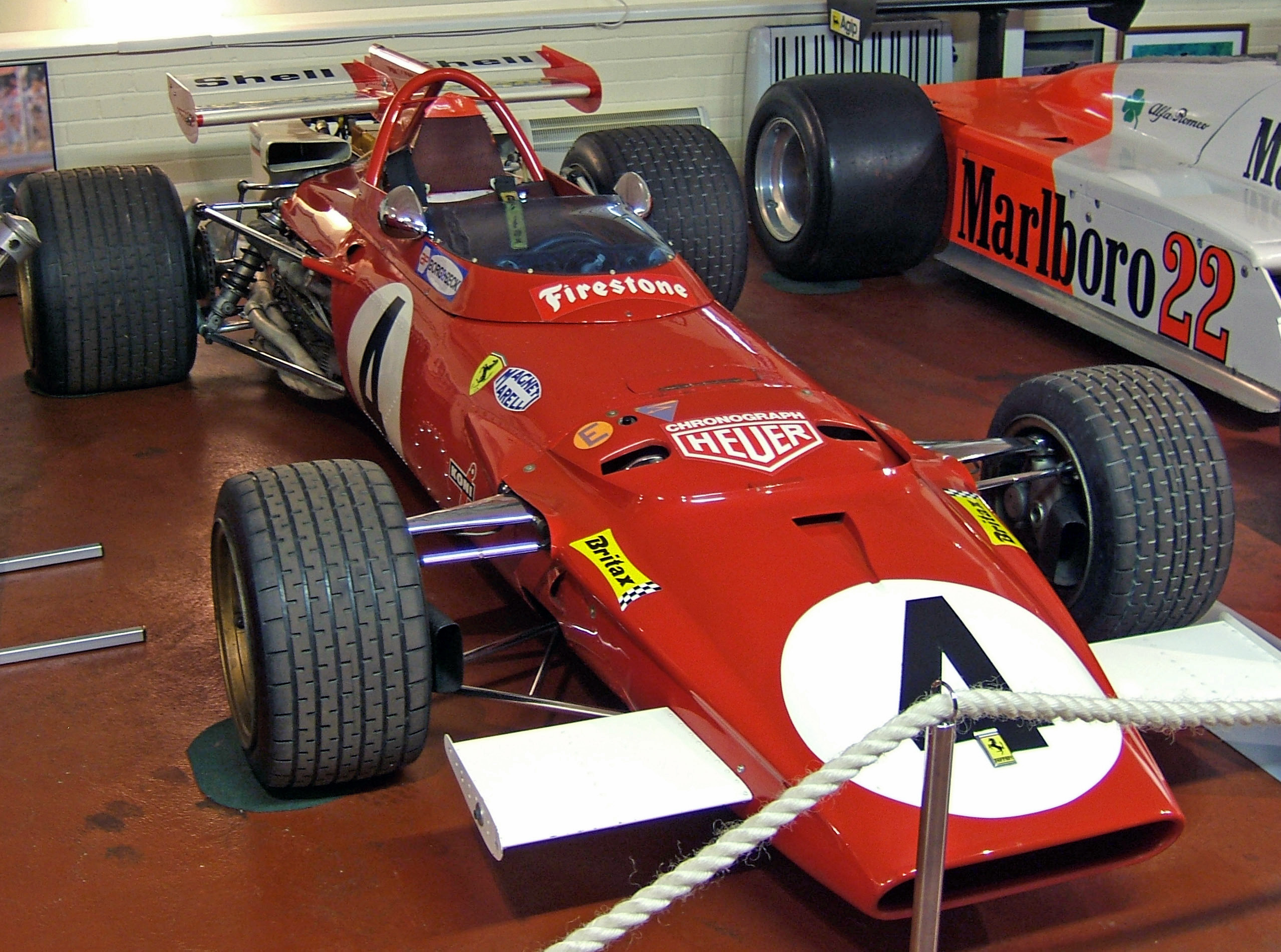
Una Ferrari 312 B

Il percorso di Ickx è meno importante; nei primi nove Gran Premi il pilota belga della Ferrari ha conquistato un primo, un secondo ed un terzo posto, un piazzamento fuori dai punti, quattro ritiri, due pole position e due giri veloci: alla vigilia del Gran Premio d'Italia può contare su 19 punti iridati.
Ickx è anche protagonista di due interessanti episodi. Alla partenza del Gran Premio di Spagna la sua Ferrari viene a contatto con la BRM di Jackie Oliver: le due auto prendono fuoco ma i piloti ne escono illesi. Al Gran Premio di Francia, invece, danneggia nel warm-up il motore della sua auto: per regolamento può partire con la vettura di riserva perdendo però il primo posto in griglia; il pilota belga rischia allora con la Ferrari danneggiata ma, dopo 14 giri al comando, è costretto al ritiro proprio a causa del motore.
Rindt è invece protagonista del primo giallo post-gara della storia del Mondiale: dopo il vittorioso Gran Premio di Gran Bretagna la sua Lotus viene prima giudicata irregolare (altezza degli alettoni) e quindi squalificata per essere poi riammessa dopo una nuova verifica. Ickx era riuscito a spezzare il dominio di Rindt, che aveva vinto quattro gare consecutive, in occasione del Gran Premio d'Austria, gara che vide il netto dominio delle Ferrari: il secondo pilota, Clay Regazzoni, è infatti secondo e i due piloti Ferrari conquistano ex aequo il giro più veloce in gara.
Il 5 settembre, sul circuito di Monza, il destino compie le sue scelte: Rindt perde infatti il controllo della sua Lotus 72 Ford all'ingresso della curva Parabolica ed urta violentemente le barriere di protezione. Nonostante i soccorsi puntuali, il pilota ventottenne della Lotus arriverà senza vita all'ospedale. In segno di lutto la Lotus ritira tutta la squadra ufficiale, composta da Emerson Fittipaldi e John Miles: anche nel 1971 il team diserterà il Gran Premio italiano.
Ickx, partito in pole position, non sfrutta l'occasione che il triste destino di Rindt gli ha offerto: si ritira infatti al 26º giro per problemi alla frizione. Il successo sul circuito brianzolo è di Clay Regazzoni, autore anche del giro più veloce. Nei tre Gran Premi finali, il pilota belga, nonostante due vittorie ed un quarto posto, non riesce a colmare il gap di punti che lo separa da Rindt: lo sfortunato pilota della Lotus si fregia quindi del titolo post mortem.
Quello di Rindt non è l'unico lutto della stagione: durante il 23º giro del Gran Premio d'Olanda, quinta prova del mondiale, aveva infatti perso la vita il pilota inglese Piers Courage: la sua De Tomaso 308 Ford della Frank Williams Racing Cars sbanda all'ingresso del tunnel per poi centrare un palo, capovolgersi e prendere fuoco. Il 1970 è anche l'anno della scomparsa di Bruce McLaren (morto sul circuito di Goodwood collaudando una McLaren destinata alla serie Can-Am) e l'ultima stagione agonistica di Jack Brabham.

## Risultati

### Risultati dei Gran Premi
| N° | Gran Premio                   | Data         | Circuito          | Pole position  | Giro più veloce | Pilota vincitore   | Costruttore  | Resoconto |
| -- | ----------------------------- | ------------ | ----------------- | -------------- | --------------- | ------------------ | ------------ | --------- |
| 1  | Gran Premio del Sudafrica     | 7 marzo      | Kyalami           | Jackie Stewart | Jack Brabham    | Jack Brabham       | Brabham-Ford | Resoconto |
| 2  | Gran Premio di Spagna         | 19 aprile    | Jarama            | Jack Brabham   | Jack Brabham    | Jackie Stewart     | March-Ford   | Resoconto |
| 3  | Gran Premio di Monaco         | 10 maggio    | Montecarlo        | Jackie Stewart | Jochen Rindt    | Jochen Rindt       | Lotus-Ford   | Resoconto |
| 4  | Gran Premio del Belgio        | 7 giugno     | Spa               | Jackie Stewart | Chris Amon      | Pedro Rodríguez    | BRM          | Resoconto |
| 5  | Gran Premio d'Olanda          | 21 giugno    | Zandvoort         | Jochen Rindt   | Jacky Ickx      | Jochen Rindt       | Lotus-Ford   | Resoconto |
| 6  | Gran Premio di Francia        | 5 luglio     | Clermont-F.       | Jacky Ickx     | Jack Brabham    | Jochen Rindt       | Lotus-Ford   | Resoconto |
| 7  | Gran Premio di Gran Bretagna  | 18 luglio    | Brands Hatch      | Jochen Rindt   | Jack Brabham    | Jochen Rindt       | Lotus-Ford   | Resoconto |
| 8  | Gran Premio di Germania       | 2 agosto     | Hockenheim        | Jacky Ickx     | Jacky Ickx      | Jochen Rindt       | Lotus-Ford   | Resoconto |
| 9  | Gran Premio d'Austria         | 16 agosto    | Österreichring    | Jochen Rindt   | Clay Regazzoni  | Jacky Ickx         | Ferrari      | Resoconto |
| 10 | Gran Premio d'Italia          | 6 settembre  | Monza             | Jacky Ickx     | Clay Regazzoni  | Clay Regazzoni     | Ferrari      | Resoconto |
| 11 | Gran Premio del Canada        | 20 settembre | Mont-Tremblant    | Jackie Stewart | Clay Regazzoni  | Jacky Ickx         | Ferrari      | Resoconto |
| 12 | Gran Premio degli Stati Uniti | 4 ottobre    | Watkins Glen      | Jackie Stewart | Jacky Ickx      | Emerson Fittipaldi | Lotus-Ford   | Resoconto |
| 13 | Gran Premio del Messico       | 25 ottobre   | Città del Messico | Clay Regazzoni | Jacky Ickx      | Jacky Ickx         | Ferrari      | Resoconto |

## Classifiche

### Classifica Piloti
I punti sono stati assegnati su base 9–6–4–3–2–1 ai primi sei classificati di ogni gara. Sono stati mantenuti i migliori sei risultati dei primi sette round e i migliori cinque risultati degli ultimi sei round.
| Pos. | Pilota                     |     |     |     |     |     |     |     |     |     |     |     |     |     | Punti |
| ---- | -------------------------- | --- | --- | --- | --- | --- | --- | --- | --- | --- | --- | --- | --- | --- | ----- |
| 1    | Jochen Rindt               | 13* | Rit | 1   | Rit | 1   | 1   | 1   | 1   | Rit | NP  |     |     |     | 45    |
| 2    | Jacky Ickx                 | Rit | Rit | Rit | 8   | 3   | Rit | Rit | 2   | 1   | Rit | 1   | 4   | 1   | 40    |
| 3    | Clay Regazzoni             |     |     |     |     | 4   |     | 4   | Rit | 2   | 1   | 2   | 13  | 2   | 33    |
| 4    | Denny Hulme                | 2   | Rit | 4   |     |     | 4   | 3   | 3   | Rit | 4   | Rit | 7   | 3   | 27    |
| 5    | Jackie Stewart             | 3   | 1   | Rit | Rit | 2   | 9   | Rit | Rit | Rit | 2   | Rit | Rit | Rit | 25    |
| 6    | Jack Brabham               | 1   | Rit | 2   | Rit | 11  | 3   | 2   | Rit | 13  | Rit | Rit | 10  | Rit | 25    |
| 7    | Pedro Rodríguez de la Vega | 9   | WD  | 6   | 1   | 10  | Rit | Rit | Rit | 4   | Rit | 4   | 2   | 6   | 23    |
| 8    | Chris Amon                 | Rit | Rit | Rit | 2   | Rit | 2   | 5   | Rit | 8   | 7   | 3   | 5   | 4   | 23    |
| 9    | Jean-Pierre Beltoise       | 4   | Rit | Rit | 3   | 5   | 13* | Rit | Rit | 6   | 3   | 8*  | Rit | 5   | 16    |
| 10   | Emerson Fittipaldi         |     |     |     |     |     |     | 8   | 4   | 15  | WD  |     | 1   | Rit | 12    |
| 11   | Rolf Stommelen             | Rit | Rit | NQ  | 5   | NQ  | 7   |     | 5   | 3   | 5   | Rit | 12  | Rit | 10    |
| 12   | Henri Pescarolo            | 7   | Rit | 3   | 6*  | 8   | 5   | Rit | 6   | 14  | Rit | 7   | 8   | 9   | 8     |
| 13   | Graham Hill                | 6   | 4   | 5   | Rit | NC  | 10  | 6   | Rit |     | WD  | NC  | Rit | Rit | 7     |
| 14   | Bruce McLaren              | Rit | 2   | Rit |     |     |     |     |     |     |     |     |     |     | 6     |
| 15   | Mario Andretti             | Rit | 3   |     |     |     |     | Rit | Rit | Rit |     |     |     |     | 4     |
| 16   | Reine Wisell               |     |     |     |     |     |     |     |     |     |     |     | 3   | NC  | 4     |
| 17   | Ignazio Giunti             |     |     |     | 4   |     | 14  |     |     | 7   | Rit |     | NP  |     | 3     |
| 18   | John Surtees               | Rit | Rit | Rit |     | 6   |     | Rit | 9*  | Rit | Rit | 5   | Rit | 8   | 3     |
| 19   | John Miles                 | 5   | NQ  | NQ  | Rit | 7   | 8   | Rit | Rit | Rit | WD  |     |     |     | 2     |
| 20   | Jackie Oliver              | Rit | Rit | Rit | Rit | Rit | Rit | Rit | Rit | 5   | Rit | NC  | Rit | 7   | 2     |
| 21   | Johnny Servoz-Gavin        | Rit | 5   | NQ  |     |     |     |     |     |     |     |     |     |     | 2     |
| 22   | François Cevert            |     |     |     |     | Rit | 11  | 7   | 7   | Rit | 6   | 9   | Rit | Rit | 1     |
| 23   | Peter Gethin               |     |     |     |     | Rit |     |     | Rit | 10  | NC  | 6   | 14  | Rit | 1     |
| 24   | Dan Gurney                 |     |     |     |     | Rit | 6   | Rit |     |     |     |     |     |     | 1     |
| 25   | Derek Bell                 |     |     |     | Rit |     |     |     |     |     |     |     | 6   |     | 1     |
| -    | Jo Siffert                 | 10  | NQ  | 8*  | 7*  | Rit | Rit | Rit | 8*  | 9   | Rit | Rit | 9   | Rit | 0     |
| -    | Ronnie Peterson            |     |     | 7   | NC  | 9   | Rit | 9   | Rit |     | Rit | NC  | 11  |     | 0     |
| -    | Andrea de Adamich          |     | NQ  | NQ  |     | NQ  | NC  | Rit | NQ  | 12  | 8   | Rit | NQ  |     | 0     |
| -    | John Love                  | 8   |     |     |     |     |     |     |     |     |     |     |     |     | 0     |
| -    | George Eaton               | Rit | NQ  | NQ  |     | Rit | 12  | Rit |     | 11  | Rit | 10  | Rit |     | 0     |
| -    | Peter de Klerk             | 11  |     |     |     |     |     |     |     |     |     |     |     |     | 0     |
| -    | Dave Charlton              | 12* |     |     |     |     |     |     |     |     |     |     |     |     | 0     |
| -    | Piers Courage              | Rit | NP  | NC  | Rit | Rit |     |     |     |     |     |     |     |     | 0     |
| -    | Tim Schenken               |     |     |     |     |     |     |     |     | Rit | Rit | NC  | Rit |     | 0     |
| -    | Pete Lovely                |     |     |     |     | NQ  | NQ  | NC  |     |     |     |     | NQ  |     | 0     |
| -    | Silvio Moser               |     |     |     |     | NQ  | NQ  |     | NQ  | Rit | NQ  |     |     |     | 0     |
| -    | Jo Bonnier                 |     |     |     |     |     |     |     |     |     | NQ  |     | Rit |     | 0     |
| -    | Gus Hutchison              |     |     |     |     |     |     |     |     |     |     |     | Rit |     | 0     |
| -    | Alex Soler-Roig            |     | NQ  |     |     |     | NQ  |     |     |     |     |     |     |     | 0     |
| -    | Brian Redman               |     |     |     |     |     |     | NP  | NQ  |     |     |     |     |     | 0     |
| -    | Hubert Hahne               |     |     |     |     |     |     |     | NQ  |     |     |     |     |     | 0     |
| -    | Nanni Galli                |     |     |     |     |     |     |     |     |     | NQ  |     |     |     | 0     |
| -    | Peter Westbury             |     |     |     |     |     |     |     |     |     |     |     | NQ  |     | 0     |
| Pos. | Pilota                     |     |     |     |     |     |     |     |     |     |     |     |     |     | Punti |

| Legenda | 1º posto     | 2º posto | 3º posto    | A punti         | Senza punti/Non class.  | Grassetto – Pole position Corsivo – Giro più veloce |
| Legenda | Squalificato | Ritirato | Non partito | Non qualificato | Solo prove/Terzo pilota | Grassetto – Pole position Corsivo – Giro più veloce |

* Indica quei piloti che non hanno terminato la gara ma sono ugualmente classificati avendo coperto, come previsto dal regolamento, almeno il 90% della distanza totale.

### Classifica Costruttori

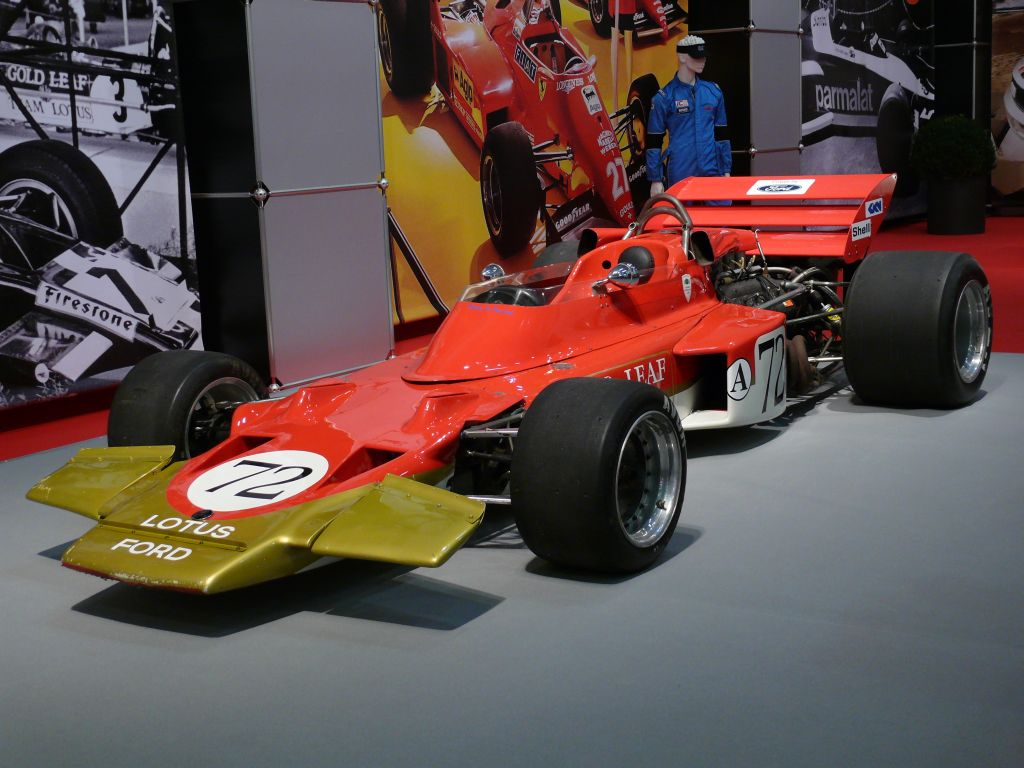
La Lotus Ford aveva vinto la Coppa Internazionale Costruttori di Formula 1

I punti venivano assegnati su base 9–6–4–3–2–1 ai primi sei classificati di ogni round, tuttavia solo l'auto meglio classificata di ciascun produttore poteva segnare punti. Sono stati mantenuti i migliori sei risultati dei primi sette round e i migliori cinque risultati degli ultimi sei round.
| Pos. | Costruttore        | RSA | ESP | MON | BEL | NED | FRA | GBR | GER | AUT | ITA | CAN | USA | MEX | Punti   | Vittorie | Pole | GPV |
| ---- | ------------------ | --- | --- | --- | --- | --- | --- | --- | --- | --- | --- | --- | --- | --- | ------- | -------- | ---- | --- |
| 1    | Lotus-Ford         | 5   | 4   | 1   | Rit | 1   | 1   | 1   | 1   | 15  | DNS | NC  | 1   | NC  | 59      | 6        | 3    | 1   |
| 2    | Ferrari            | Rit | Rit | Rit | 4   | 3   | 14  | 4   | 2   | 1   | 1   | 1   | (4) | 1   | 52 (55) | 4        | 5    | 7   |
| 3    | March-Ford         | 3   | 1   | 7   | 2   | 2   | 2   | 5   | 7   | 8   | 2   | 3   | 5   | 4   | 48      | 1        | 3    | 1   |
| 4    | Brabham-Ford       | 1   | Rit | 2   | 5   | 11  | 3   | 2   | 5   | 3   | 5   | Rit | 10  | Rit | 35      | 1        | 1    | 4   |
| 5    | McLaren-Ford       | 2   | 2   | 4   |     | 6   | 4   | 3   | 3   | 10  | 4   | 6   | 7   | 3   | 35      | 0        | 0    | 0   |
| 6    | BRM                | 9   | Rit | 6   | 1   | 10  | 12  | Rit | Rit | 4   | Rit | 4   | 2   | 6   | 23      | 1        | 0    | 0   |
| 7    | Matra              | 4   | Rit | 3   | 3   | 5   | 5   | Rit | 6   | 6   | 3   | 7   | 8   | 5   | 23      | 0        | 0    | 0   |
| 8    | Surtees-Ford       |     |     |     |     |     |     | Rit | 9   | Rit | Rit | 5   | 6   | 8   | 3       | 0        | 0    | 0   |
| –    | McLaren-Alfa Romeo |     | DNQ | DNQ |     | DNQ | NC  | DNS | DNQ | 12  | 8   | Rit | DNQ |     | 0       | 0        | 0    | 0   |
| –    | De Tomaso-Ford     | Rit | DNS | NC  | Rit | Rit |     | DNS | DNQ | Rit | Rit | NC  | Rit |     | 0       | 0        | 0    | 0   |
| –    | Tyrrell-Ford       |     |     |     |     |     |     |     |     |     | DNS | Rit | Rit | Rit | 0       | 0        | 1    | 0   |
| –    | Bellasi-Ford       |     |     |     |     | DNQ | DNQ |     | DNQ | Rit | DNQ |     |     |     | 0       | 0        | 0    | 0   |
| Pos. | Costruttore        | RSA | ESP | MON | BEL | NED | FRA | GBR | GER | AUT | ITA | CAN | USA | MEX | Punti   | Vittorie | Pole | GPV |

## Gare non valide per il mondiale
| N° | Data      | Gran Premio               | Circuito     | Vincitore      | Costruttore  | Pole position  | Giro più veloce             | Resoconto |
| -- | --------- | ------------------------- | ------------ | -------------- | ------------ | -------------- | --------------------------- | --------- |
| 1  | 22 marzo  | Race of Champions         | Brands Hatch | Jackie Stewart | March-Ford   | Jackie Stewart | Jack Brabham                | Resoconto |
| 2  | 26 aprile | BRDC International Trophy | Silverstone  | Chris Amon     | March-Ford   | Chris Amon     | Chris Amon Jackie Stewart   | Resoconto |
| 3  | 22 agosto | International Gold Cup    | Oulton       | John Surtees   | Surtees-Ford | John Surtees   | Jochen Rindt Jackie Stewart | Resoconto |